# Boeing NC-135
Boeing NC-135 và NKC-135 là các phiên bản máy bay đặc biệt của Boeing C-135 Stratolifter và Boeing KC-135 Stratotanker được Boeing sửa đổi lại để hoạt động trong một số chương trình nhiệm vụ khác nhau của Không quân Hoa Kỳ (USAF) và Hải quân Hoa Kỳ (USN).

## Lịch sử hoạt động

### Chương trình Sẵn sàng Thử nghiệm (Test Readiness Program)
Chương trình Sẵn sàng Thử nghiệm được Mỹ khởi xướng nhằm đáp lại Hiệp ước cấm thử vũ khí hạt nhân một phần vào năm 1963. Để hỗ trợ chương trình này, Phòng thí nghiệm Quốc gia Sandia đã xác định cấu hình cho ba chiếc NC-135 trở thành phòng thí nghiệm bay để hỗ trợ thử nghiệm vũ khí hạt nhân trong bầu khí quyển. Những chiếc máy bay này đóng quân tại Căn cứ Không quân Kirtland ở New Mexico. NC-135 bắt đầu hoạt động từ năm 1963 cho đến năm 1976, phục vụ chủ yếu cho Phòng thí nghiệm Sandia, Phòng thí nghiệm Quốc gia Los Alamos và Phòng thí nghiệm Quốc gia Lawrence Livermore. Ủy ban Năng lượng Nguyên tử Hoa Kỳ (AEC) là cơ quan duy trì kiểm soát giám sát máy bay thử nghiệm NC-135. Sau năm 1976, nó phục vụ cho Phòng thí nghiệm Nghiên cứu Không quân.

### Nhiệm vụ nghiên cứu thiên văn học trên không

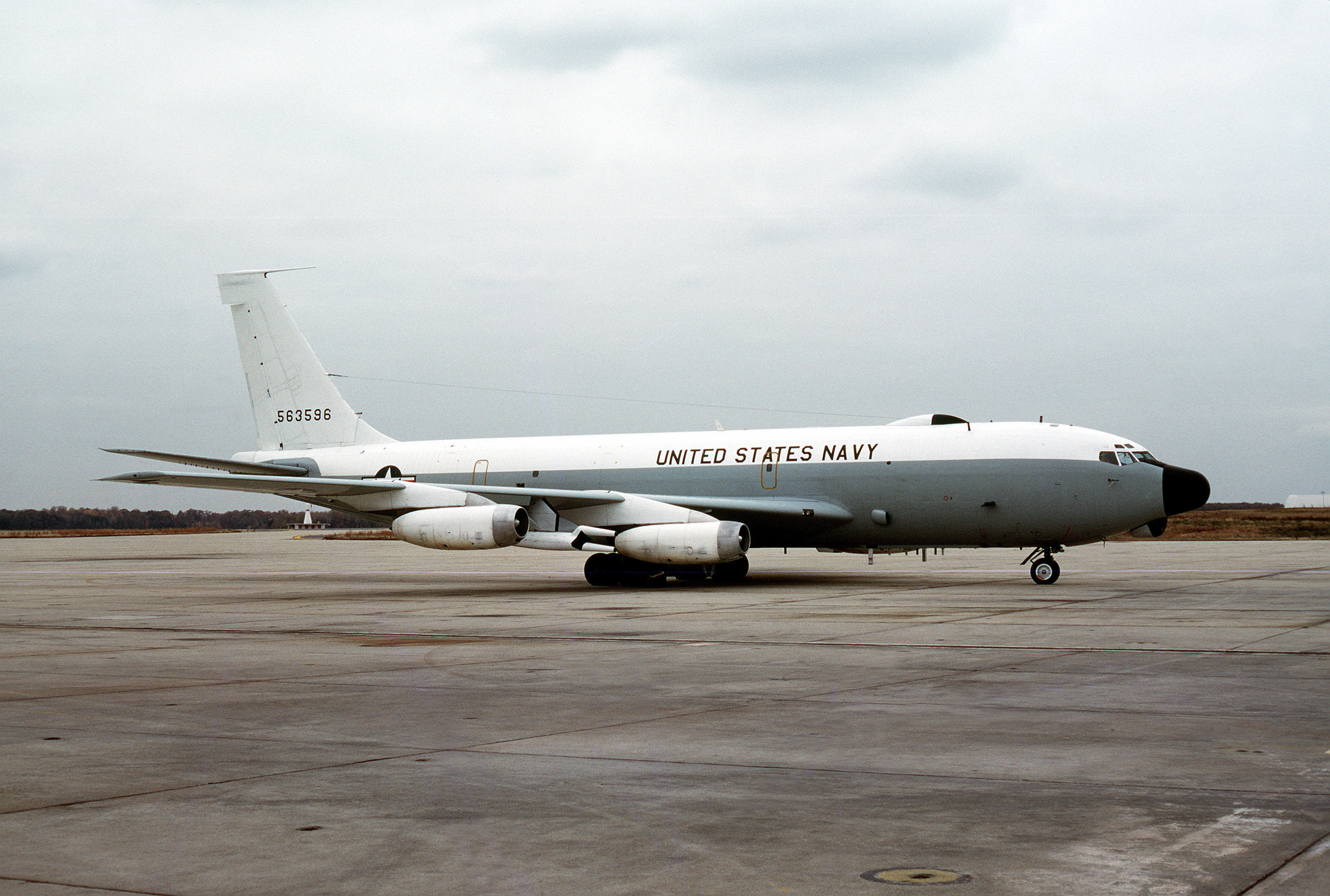
NKC-135A của Nhóm Hỗ trợ Tác chiến Điện tử Hạm đội thuộc Hải quân Mỹ

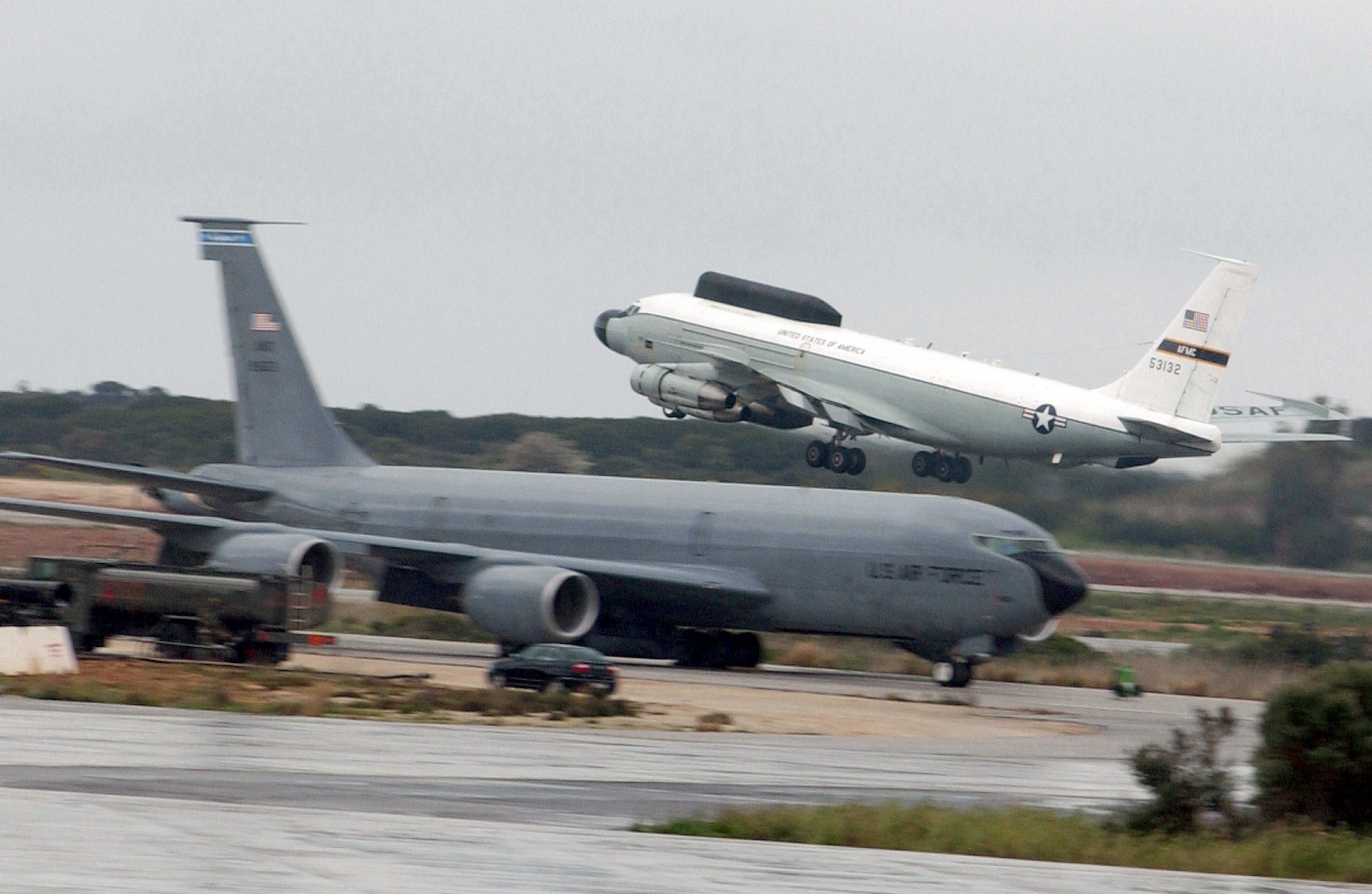
Máy bay ECM NKC-135 "Big Crow" của Không quân Mỹ đang cất cánh từ căn cứ điều hành tiền phương

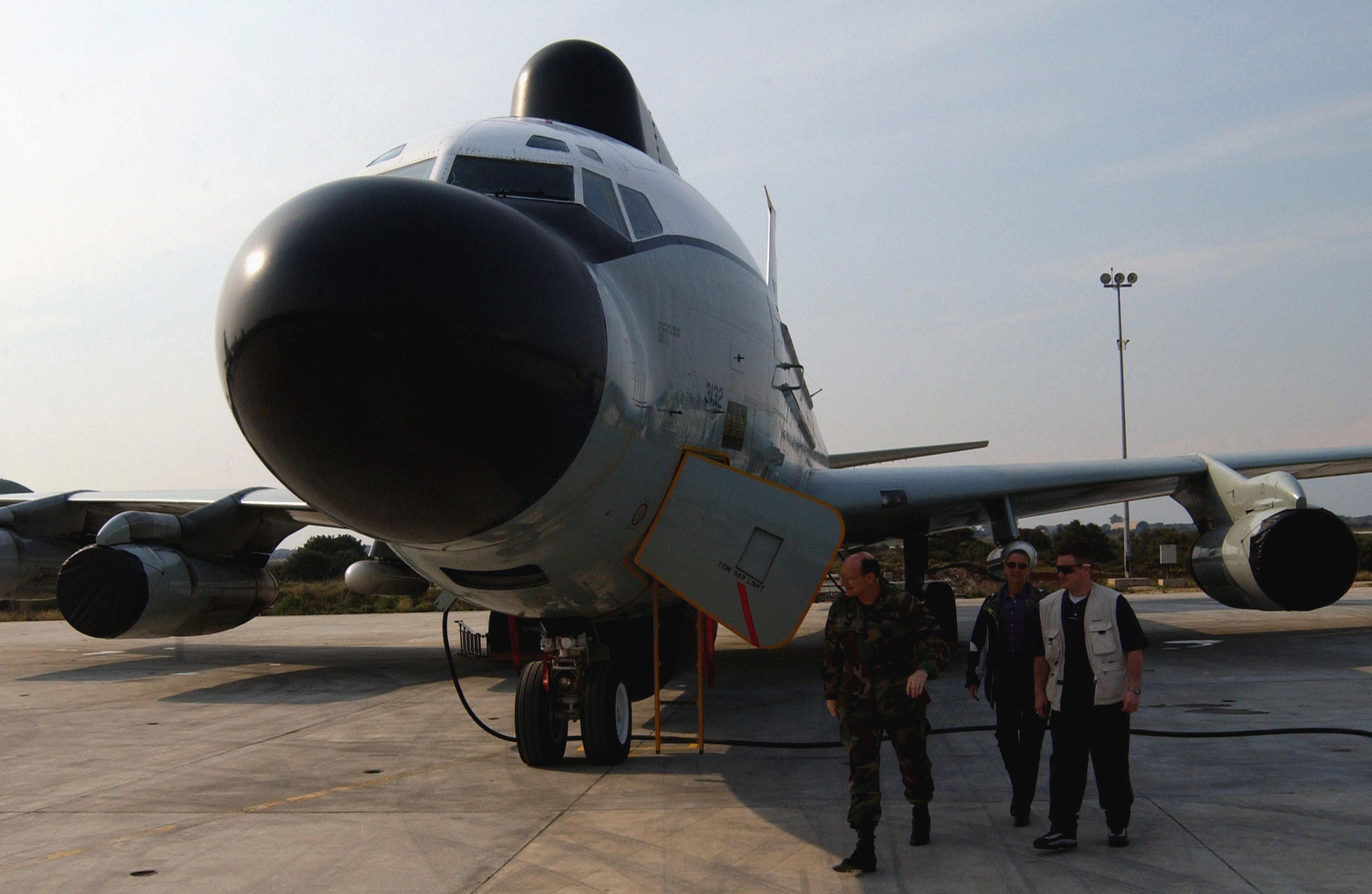
Một chiếc NKC-135 "Big Crow" với chiếc mũi to quá khổ

Trong quá trình bay mô phỏng cho Chương trình Sẵn sàng Thử nghiệm, các nhóm nhà khoa học trên máy bay NC-135 nhận thấy rằng phòng thí nghiệm bay của họ có thể được sử dụng hiệu quả để nghiên cứu hiện tượng nhật thực cũng như tia vũ trụ đi vào bầu khí quyển trái đất, và tác động của từ trường trong tầng điện ly. Họ đã kiến nghị Ủy ban Năng lượng Nguyên tử cho phép bổ sung thêm chương trình nghiên cứu thiên văn cho NC-135. Bản kiến nghị đã được chấp thuận và chương trình được tiếp tục cho đến năm 1975.
Nhiệm vụ nghiên cứu nhật thực đầu tiên bắt đầu từ Sân bay Quốc tế Pago Pago vào năm 1965. Trong khi đang bay cùng với một số máy bay nghiên cứu khoa học khác, một trong số những chiếc NC-135 đã xoay sở để bay trong vùng nhật thực toàn phần trong 160 giây, giúp cung cấp nhiều dữ liệu khoa học có giá trị. Các sứ mệnh nghiên cứu nhật thực sau đó cũng đã được thực hiện vào các năm 1970, 1972, 1973, 1979 và 1980.

### Big Crow
Big Crow là tên gọi của hai chiếc NKC-135 (số hiệu 55-3132 và 63-8050) đã trải qua nhiều lần sửa đổi kỹ thuật để thực hiện thử nghiệm tác chiến điện tử. Hai chiếc máy bay này cũng được sử dụng làm mục tiêu mô phỏng cho máy bay laser trên không Boeing YAL-1. Trong chuyến bay thử nghiệm ngày 15 tháng 3 năm 2007, YAL-1 đã bắn thành công tia laser trúng mục tiêu là một tấm bia gắn trên thân chiếc NKC-135E Big Crow 1 được sửa đổi đặc biệt. Cuộc thử nghiệm đã xác nhận khả năng của hệ thống trong việc theo dõi mục tiêu trên không và đo lường sự biến dạng của khí quyển.
Máy bay Big Crow cũng được sử dụng làm tài sản đo từ xa kết hợp với các vụ phóng tên lửa tại sân bay vũ trụ Western Range nằm trong Căn cứ Lực lượng Không gian Vandenberg ở California.
Kể từ năm 2008, hai chiếc Big Crow đã ngừng hoạt động và bị loại khỏi biên chế, rồi được chuyển giao cho Nhóm Bảo trì và Phục hồi Hàng không Vũ trụ 309 (309th AMARG) đóng quân tại Căn cứ Không quân Davis–Monthan ở Tucson, Arizona.

### Các phiên bản khác
Một máy bay mang số hiệu 61–2666 đã được sửa đổi thành NC-135W để thử nghiệm các hệ thống và thiết bị sử dụng trên máy bay trinh sát RC-135V và RC-135W Rivet Joint.
Từ năm 1975 đến năm 1984, Mỹ sử dụng NKC-135A cho chương trình Phòng thí nghiệm Laser trên không, khi cho nó mang theo Laser Carbon Dioxide 10,6 micromet. Các thử nghiệm bao gồm đánh chặn thành công tên lửa không đối không nhỏ (như AIM-9 Sidewinder) và máy bay không người lái. Bất chấp tiềm năng chiến đấu của hệ thống này, nó vẫn được thử nghiệm một cách nghiêm ngặt. Tuy nhiên, việc đối mặt với mối đe dọa từ tên lửa Scud trong Chiến tranh Vùng Vịnh đã khơi lại mối quan tâm đến hệ thống laser trên không, dẫn đến sự ra đời của Boeing YAL-1.

## Quốc gia sử dụng
Hoa Kỳ
- Không quân Hoa Kỳ
- Hải quân Hoa Kỳ: Nhóm Hỗ trợ Tác chiến Điện tử Hạm đội (FEWSG)

## Máy bay trưng bày
- Máy bay mang số hiệu 55-3123: Ban đầu được chế tạo dưới dạng KC-135A, về sau được chuyển đổi thành Phòng thí nghiệm Laser trên không NKC-135. Kể từ năm 1984, nó được trưng bày tại Bảo tàng Quốc gia Không quân Hoa Kỳ ở Dayton, Ohio. Tháng 8 năm 2011, nó bị đưa ra khỏi khu trưng bày trong Công viên Hàng không của bảo tàng để nhường chỗ cho Lockheed C-5A Galaxy. Chiếc NKC-135 hiện đang được cất giữ trong kho.[14]

## Thông số kỹ thuật (NKC-135A)
Dữ liệu lấy từ Encyclopedia of world military aircraft Volume 1

### Đặc điểm tổng quát
- Phi hành đoàn: 3 người (thành viên phi hành đoàn thứ 4 là hoa tiêu chỉ có trên máy bay không có bản cập nhật PACER CRAG)
- Chiều dài: 41,53 m (136 ft 3 in)
- Sải cánh: 39,88 m (130 ft 10 in)
- Chiều cao: 12,70 m (41 ft 8 in)
- Diện tích cánh: 226 m2 (2.433 ft2)
- Tỉ lệ khung cánh: 7.04
- Kết cấu dạng cánh: gốc cánh: BAC 310/311/312; đầu cánh: BAC 313[16]
- Trọng lượng không tải: 55.792 kg (123.000 lb)
- Trọng lượng cất cánh tối đa: 122.470 kg (270.000 lb)
- Sức chứa nhiên liệu: 86.047 kg (189.702 lb)
- Động cơ: 4 × Động cơ tuốc bin phản lực luồng Pratt & Whitney J57-P-43WB, mỗi động cơ có lực đẩy 61,2 kN (13.750 lbf)

### Hiệu suất bay
- Vận tốc tối đa: 980 km/h (610 dặm/giờ; 530 hải lý/giờ) ở độ cao lớn
- Vận tốc bay hành trình: 856 km/h (532 dặm/giờ; 462 hải lý/giờ) ở độ cao 10.668 m (35.000 ft)
- Phạm vi chiến đấu: 7.100 km (4.400 dặm, 3.800 hải lý)
- Tầm bay: 14.800 km (9.200 dặm, 8.000 hải lý)
- Trần bay: 12.000 m (41.000 ft)
- Vận tốc tăng độ cao: 6,6 m/giây (1.290 ft/phút)
- Chiều dài quãng đường chạy cất cánh: 3.261 m (10.700 ft) với trọng lượng cất cánh tối đa